# 張銘祐
張銘祐（1984年7月17日—）是一名台灣政治評論員，曾任民主進步黨台北市議員顏聖冠助理、立法委員涂醒哲秘書、台灣北社辦公室主任、公投教育基金會執行長、民視文教基金會執行長。新北市第十一選區（新店、深坑、石碇、坪林、烏來）立法委員參選人，但最後仍落選，僅在深綠票倉石碇區及坪林區以些微票數險勝。而後回到媒體評論工作、知名Podcast網路節目主持人、新聞評論、綠色和平廣播電台主持人、潮論新聞網總主筆、台灣韜略策進學會副秘書長。2021年宣布投入新北市第九選區民進黨初選，因中央強制通過保障一男一女爭議，質疑保障來自新黨的黃琳，後在2022年3月7日震撼宣佈退出初選。

## 背景
張銘祐2005年7月擔任台北市議員顏聖冠助理；2006年8月幫忙涂醒哲競選不分區立委，涂醒哲第一名當選後短暫擔任他的秘書；2007年3月隨涂醒哲借調到民進黨總統參選人謝長廷的長工辦公室擔任組織部專員；2007年5月總統陳水扁有意推動『以台灣名義加入聯合國』，籌組中華民國總統府附屬單位「台灣加入聯合國大聯盟」，張銘祐擔任策劃專員；2008年3月民進黨敗選後，張銘祐到台灣北社擔任辦公室主任。
2014年1月，張銘祐成為年代新聞台《週末新聞追追追》固定來賓，2014年農曆年後游錫堃建立新北市長辦公室，張銘祐擔任組織行政部主任；2014年9月到華視協助籌組新節目《華視新聞廣場》，並擔任助理主持。2016年3月，張銘祐到壹電視政論節目《壹起來翻轉》擔任固定來賓，2016年8月節目停播後，前往民視擔任民視文教基金會執行長與政論節目固定來賓，並擔任《讀報》專欄作家。2019年7月請辭民視文教基金會執行長。
2022年3月宣布退出民進黨新北市議員第9選區初選。。

## 演出作品

### 電視劇
| 年份   | 播放平台     | 片名            | 導演                   | 飾演   | 備註                          |
| 2021年 | YouTube 公視 | 《國際橋牌社2》 | 汪怡昕、林世章、孫大軍 | 製作人 | 客串 《2030全民開講》的製作人 |

## 主持作品

### 廣播節目
- 綠色和平廣播電台 銘記在心、台灣好銘聲
- 寶島聯播網 寶島好銘聲

## 外部連結
- 張銘祐的Facebook專頁